# Welcome (chanson des Who)
Pour les articles homonymes, voir Welcome.
Pistes de Tommy
I'm Free Tommy's Holiday Camp
Welcome est une chanson du groupe britannique The Who, parue sur l'opéra-rock Tommy en 1969.

## Caractéristiques
Dans cette chanson, le héros de l'histoire, Tommy, invite ses disciples dans sa propre maison. Dans un élan de générosité, il veut que tous se sentent chez eux dans son foyer (Come to this house, be one of us). La chanson se débute comme une ballade posée et très calme. Un break rempli de tensions symbolise peut-être les gens se pressant dans la maison de Tommy. Ce dernier se rend compte que sa maison est trop petite pour ses fans (We need more room, build an extension). Cela débouchera sur la construction d'un camp de vacances (Tommy's Holiday Camp). La chanson se termine aussi calmement qu'elle avait commencé. 
Cette chanson est l'une de celles que Pete Townshend avait écrites avant la genèse de Tommy mais qu'il a ensuite intégré au déroulement de l'album. On peut y sentir le développement de son sens spirituel à cette époque.